# Буазмон (Ер)
Буазмо́н (фр. Boisemont) — колишній муніципалітет у Франції, у регіоні Нормандія, департамент Ер. Населення — 770 осіб (2011).
Муніципалітет був розташований на відстані близько 80 км на північний захід від Парижа, 34 км на південний схід від Руана, 40 км на північний схід від Евре.

## Історія
До 2015 року муніципалітет перебував у складі регіону Верхня Нормандія. Від 1 січня 2016 року належав до нового об'єднаного регіону Нормандія.
1 січня 2019 року Буазмон, Корні i Френ-л'Аршевек було об'єднано в новий муніципалітет Френель-ан-Вексен.

## Демографія
Динаміка населення (INSEE ):
Розподіл населення за віком та статтю (2006):
| Стать | Всього | До 15 років | 15-24 | 25-44 | 45-64 | 65-85 | Понад 85 |
| --- | ------ | ----------- | ----- | ----- | ----- | ----- | -------- |
| Чоловіки | 409    | 79          | 74    | 102   | 118   | 36    | 0        |
| Жінки | 374    | 75          | 40    | 121   | 90    | 48    | 0        |
| \| Статево-вікова піраміда \| Статево-вікова піраміда \| Статево-вікова піраміда \| \| ----------------------- \| ----------------------- \| ----------------------- \| \| Чоловіки \| Вік \| Жінки \| \| 0 \| 85 + \| 0 \| \| 4 \| 80-84 \| 4 \| \| 16 \| 75-79 \| 12 \| \| 8 \| 70-74 \| 24 \| \| 8 \| 65-69 \| 8 \| \| 0 \| 60-64 \| 0 \| \| 24 \| 55-59 \| 31 \| \| 51 \| 50-54 \| 20 \| \| 43 \| 45-49 \| 39 \| \| 31 \| 40-44 \| 31 \| \| 24 \| 35-39 \| 35 \| \| 31 \| 30-34 \| 35 \| \| 16 \| 25-29 \| 20 \| \| 31 \| 20-24 \| 12 \| \| 43 \| 15-20 \| 28 \| \| 24 \| 10-14 \| 16 \| \| 47 \| 5-9 \| 24 \| \| 8 \| 0-4 \| 35 \| |        |             |       |       |       |       |          |
| Статево-вікова піраміда |        |             |       |       |       |       |          |
| Чоловіки | Вік    | Жінки       |       |       |       |       |          |
| 0 | 85 +   | 0           |       |       |       |       |          |
| 4 | 80-84  | 4           |       |       |       |       |          |
| 16 | 75-79  | 12          |       |       |       |       |          |
| 8 | 70-74  | 24          |       |       |       |       |          |
| 8 | 65-69  | 8           |       |       |       |       |          |
| 0 | 60-64  | 0           |       |       |       |       |          |
| 24 | 55-59  | 31          |       |       |       |       |          |
| 51 | 50-54  | 20          |       |       |       |       |          |
| 43 | 45-49  | 39          |       |       |       |       |          |
| 31 | 40-44  | 31          |       |       |       |       |          |
| 24 | 35-39  | 35          |       |       |       |       |          |
| 31 | 30-34  | 35          |       |       |       |       |          |
| 16 | 25-29  | 20          |       |       |       |       |          |
| 31 | 20-24  | 12          |       |       |       |       |          |
| 43 | 15-20  | 28          |       |       |       |       |          |
| 24 | 10-14  | 16          |       |       |       |       |          |
| 47 | 5-9    | 24          |       |       |       |       |          |
| 8 | 0-4    | 35          |       |       |       |       |          |

## Економіка
2010 року серед 527 осіб працездатного віку (15—64 років) 391 була активною, 136 — неактивними (показник активності 74,2%, у 1999 році було 69,7%). З 391 активної мешканців працювало 350 осіб (203 чоловіки та 147 жінок), безробітними було 41 (17 чоловіків та 24 жінки). Серед 136 неактивних 38 осіб було учнями чи студентами, 46 — пенсіонерами, 52 були неактивними з інших причин.

У 2010 році в муніципалітеті числилось 258 оподаткованих домогосподарств, у яких проживали 744,0 особи, медіана доходів виносила 18 099 євро на одного особоспоживача